# Lista do Patrimônio Mundial na Colômbia
A Organização das Nações Unidas para a Educação, a Ciência e a Cultura (UNESCO) propôs um plano de proteção aos bens culturais do mundo, através do Comité sobre a Proteção do Património Mundial Cultural e Natural, aprovado em 1972. Esta é uma lista do Patrimônio Mundial existente na Colômbia, especificamente classificada pela UNESCO e elaborada de acordo com dez principais critérios cujos pontos são julgados por especialistas na área. A Colômbia, que atualmente ocupa uma região de efervescência cultural e política na era pré-colombiana, ratificou a convenção em 24 de maio de 1983, tornando seus locais históricos elegíveis para inclusão na lista.
Com a adesão do Parque Nacional Chiribiquete em 2018, a Colômbia conta com 9 sítios incluídos na Lista do Patrimônio Mundial, sendo seis deles de cunho cultural, dois de cunho natural e um de caráter misto. O sítio Qhapaq Ñan, Caminhos Incas, incluído em 2014, é o mais extenso em área e o único de constituição extraterritorial, sendo compartilhado com Argentina, Equador, Bolívia e Peru. O primeiro sítio da Colômbia incluído na lista é o Porto, Fortalezas e Conjunto Monumental de Cartagena, inscrito por ocasião da 8ª Sessão do Comitê do Patrimônio Mundial realizada em Buenos Aires, em 1984. O Parque Nacional Los Katios, inscrito uma década depois, foi o primeiro sítio natural do país na lista. 

## Bens naturais e culturais
A Colômbia conta atualmente com os seguintes sítios declarados como Patrimônio Mundial pela UNESCO:
| | Porto, Fortalezas e Conjunto Monumental de Cartagena |
| Bem cultural inscrito em 1984. |                                                      |
| Localização: Bolívar |                                                      |
| Protegido em uma baía do mar do Caribe, o porto de Cartagena possui o conjunto de fortificações mais completo de toda a América do Sul. Um sistema de zonificação divide a cidade em três bairros distintos: o de San Pedro, com a catedral e numerosos palácio em estilo andalusiano; o de San Diego, antigo lugar de residência dos mercadores e da pequena burguesia; e o bairro popular de Getsemaní. (UNESCO/BPI) |                                                      |

| | Parque Nacional Los Katios |
| Bem cultural inscrito em 1994. |                            |
| Localização: Antioquia / Chocó |                            |
| Situado no noroeste da Colômbia, o parque de Los Katiso se estende por cerca de 72 mil hectares e está formado por baixas colinas, florestas e bacias úmidas. Sua diversidade biológica é excepcional e abriga várias espécies animais em perigo de extinção, assim como numerosas plantas endêmicas. (UNESCO/BPI) |                            |

| | Parque Arqueológico de San Agustín |
| Bem cultural inscrito em 1995. |                                    |
| Localização: Huila |                                    |
| Neste parque se ergue, em meio a uma paisagem natural impressionante, o maior conjunto de monumentos religiosos e esculturas megalíticas da América do Sul. As representações de divindades e bestas mitológicas estão executadas com grande maestria em diferentes estilos que vão desde o abstrato até o realismo. Estas obras de arte demonstram a força criadora e imaginativa de uma cultura da região andina setentrional que floresceu entre os séculos I e VIII. (UNESCO/BPI) |                                    |

| | Parque Arqueológico Nacional de Tierradentro |
| Bem cultural inscrito em 1995. |                                              |
| Localização: Cauca |                                              |
| Este parque reúne estátuas monumentais pré-hispânicas de personagens humanos e contém numerosos hipogeus que datam dos séculos VI ao X. Estas grandes tumbas subterrâneas de grandes dimensões (algumas câmaras mortuárias possuem 12 metros de largura) são ornamentadas com temas que reproduzem a decoração interior das moradias deste período. Os monumentos do parque atestam a complexidade social e riqueza cultural de uma sociedade pré-hispânica da região andina setentrional. (UNESCO/BPI) |                                              |

| | Centro Histórico de Santa Cruz de Mompox |
| Bem cultural inscrito em 1995. |                                          |
| Localização: Bolívar |                                          |
| Fundada em 1540, nas margens do rio Magdalena, Mompox desempenhou um importante papel no estabelecimento do domínio espanhol no norte da América do Sul. Desde o século XVI até o XIX, a cidade foi crescendo paralelamente ao rio e sua via principal serviu de dique de contenção das águas do rio. Em seu centro histórico foi preservada a harmonia e integridade da paisagem urbana. A maioria dos edifícios seguem cumprindo, no entanto, sua função original, oferecendo assim uma imagem excepcional do que foi a cidade colonial espanhola. (UNESCO/BPI) |                                          |

| | Santuário de Fauna e Flora de Malpelo |
| Bem cultural inscrito em 2006. |                                       |
| Localização: Valle del Cauca |                                       |
| Este santuário de fauna e flora, que compreende a ilha de Malpelo e a zona marítima circundante, situa-se a 506 quilômetros da costa colombiana. Seu vasto parque marinho, que é a maior zona de pesca de todo o Pacífico Oriental, constitui um habitat de importância vital para toda uma série de espécies marinhas ameaças de extinção a nível mundial. Ainda assim, é uma importante fonte de nutrientes e, portanto, uma zona de grande acúmulo de biodiversidade marinha. (UNESCO/BPI) |                                       |

| | Paisagem Cultural do Café da Colômbia |
| Bem cultural inscrito em 2011. |                                       |
| Localização: Caldas / Risaralda / Quindío / Valle del Cauca |                                       |
| Na zona cafeeira colombiana se produz o que é considerado o melhor café suave do mundo, que supriu a principal atividade da economia do país durante grande parte do século passado e gerou, em sua região, uma maior qualidade de vida. (UNESCO/BPI) |                                       |

| | Qhapaq Ñan, Caminhos Incas |
| Bem cultural inscrito em 2014. |                            |
| Localização: Nariño |                            |
| Este bem é compartilhado com Argentina, Chile, Colômbia, Equador e Peru. |                            |
| Constitui uma vasta rede viária de cerca de 30.000 quilômetros construída ao longo de vários séculos pelos incas - aproveitando em parte infraestruturas pré-incaicas já existentes - visando facilitar a comunicação, o transporte e o comércio e também com finalidade defensiva. Este extraordinário sistema de estradas se estende por uma das zonas geográficas mais contrastantes do mundo, desde os picos nevados dos Andes que se erguem a mais de 6.000 metros de altitude até a Costa do Pacífico, passando por florestas tropicais úmidas, vales férteis e desertos absolutos. (UNESCO/BPI) |                            |

| | Parque Nacional Chiribiquete |
| Bem cultural inscrito em 2018. |                              |
| Localização: Caquetá / Guaviare |                              |
| Situado ao nordeste da Amazônia colombiana, o parque nacional de Chiribiquete é o maior território natural protegido do país. Uma característica da região é a presença de tepuis, grandes formações rochosas elevadas e isoladas, de pendência vertical e cumes planos, que dominam a selva. (UNESCO/BPI) |                              |

## Lista Indicativa
Em adição aos sítios inscritos na Lista do Patrimônio Mundial, os Estados-membros podem manter uma lista de sítios que pretendam nomear para a Lista de Patrimônio Mundial, sendo somente aceitas as candidaturas de locais que já constarem desta lista. Desde 2022, a Colômbia possui 11 locais na sua Lista Indicativa.
| Sítio                                                                                | Imagem | Localização           | Ano  | Dados UNESCO              | Descrição |
| ------------------------------------------------------------------------------------ | ------ | --------------------- | ---- | ------------------------- | --- |
| Área marinha protegida de Seaflower                                                  |        | Santo André           | 2007 | Natural: (ix)(x)          | O Arquipélago de Santo André, Providência e Santa Catarina é um departamento colombiano no oeste do Mar do Caribe. O sítio proposto é uma área marinha protegida (AMP) com ecossistemas costeiros e marinhos, incluindo recifes de corais, manguezais, leitos de ervas marinhas, praias e águas profundas. |
| Canal del Dique                                                                      |        | Atlántico Bolívar     | 2012 | Cultural: (i)(iv)         | O Canal del Dique atravessa os departamentos de Bolívar, Atlántico e Sucre. Se inicia no rio Magdalena, no município de Calamar, e deságua na Baía de Cartagena. Foi uma solução de engenharia do século XVII para interligar as cidades coloniais do interior da Colômbia com os principais portos hispânicos do Mar do Caribe. |
| Cidade Universitária de Bogotá                                                       |        | Distrito Capital      | 2012 | Cultural: (i)(iv)         | A Ciudad Universitaria de Bogotá está localizada na área central da capital colombiana. Inaugurada em 1936, o campus se situava no limite oeste da cidade sendo representativo da expansão urbana vivida pela região. No decorrer dos anos, o complexo universitário passou por diversas reformas para abrigar novos edifícios da arquitetura moderna e evocativos dos ideais do racionalismo na arquitetura e nas artes decorativas. |
| Sistema hidráulico pré-hispânico do Rio San Jorge                                    |        | Bolívar Córdova Sucre | 2012 | Cultural: (iii)(iv)(v)    | O Sistema hidráulico do Rio San Jorge ocupa uma área comumente conhecida como Depressão Momposina ou "La Mojana", onde vivem aproximadamente 430 mil colombianos em 11 municípios, dos quais cerca de 80 mil vivem em áreas rurais e cuja atividade econômica é baseada na pesca ou agricultura. Este importante ecossistema do norte da Colômbia é formado por florestas tropicais e florestas tropicais secas, pântanos e rios em uma área que abrange aproximadamente 500 mil hectares. É um delta interior de relevância equivalente ao Pantanal matogrossense (no Brasil) ou ao rio Senegal. |
| Parques Nacionais Tayrona e Sierra Nevada de Santa Marta e seus sítios arqueológicos |        | Magdalena             | 2012 | Misto: (iii)(iv)(v)(viii) | O Parque Nacional Natural Tayrona possui uma área de 383 mil hectares que varia do nível do mar até montanhas de 5,770 metros de altitude. O parque abrange uma área marinha e terrestre cujos traços morfológicos e paisagísticos estão relacionados à Sierra Nevada de Santa Marta, formando várias baías com praias e penhascos rochosos. Os parques abrigam diversos sítios arqueológicos das culturas teyuna e buritaca. |
| Ponte do Ocidente                                                                    |        | Olaya                 | 2012 | Cultural: (i)(iv)         | |